# 日代駅
日代駅（ひしろえき）は、大分県津久見市大字網代字平地にある、九州旅客鉄道（JR九州）日豊本線の駅である。

## 歴史
- 1916年（大正5年）10月25日：鉄道院が開設[1][2]。一般駅[2]。
- 1963年（昭和38年）2月20日：小口扱い貨物の取扱を廃止し、旅客駅に移行[2]。
- 1965年（昭和40年）6月1日：行き違い設備設置に伴い、駅舎を移転[4]。
- 1984年（昭和59年）11月1日：荷物扱い廃止[2]。無人化[3]。
- 1987年（昭和62年）4月1日：国鉄分割民営化により九州旅客鉄道が継承[2]。
- 2017年（平成29年）[2]
  - 9月17日：平成29年台風18号の影響により、宇島駅 - 鹿児島中央駅間が終日運休[5]
  - 9月19日：臼杵駅 - 延岡駅間不通のため臼杵駅 - 佐伯駅間で代行バス輸送を開始[6][7]。
  - 12月18日：臼杵駅 - 佐伯駅間で運転再開（代行輸送は前日で終了）[8]。

## 駅構造
相対式ホーム2面2線を有する地上駅。列車の交換がこの駅で行われ、特急「にちりん」同士の交換も行われる。
互いのホームは跨線橋で連絡している。
無人駅である。駅舎は1965年に改築された鉄筋コンクリート造平屋建てのもので、駅本屋の中に自動券売機が設置されている。

### のりば
| のりば | 路線      | 方向 | 行先          |
| ------ | --------- | ---- | ------------- |
| 1      | ■日豊本線 | 上り | 大分･小倉方面 |
| 2      | ■日豊本線 | 下り | 佐伯･延岡方面 |

## 利用状況
- 2015年度の1日平均乗車人員は45人である。（前年度比+4人）

| 乗車人員推移 | 乗車人員推移 |
| 年度         | 1日平均人数  |
| ------------ | ------------ |
| 2000年       | 140          |
| 2001年       | 122          |
| 2002年       | 127          |
| 2003年       | 123          |
| 2004年       | 110          |
| 2005年       | 94           |
| 2006年       | 81           |
| 2007年       | 66           |
| 2008年       | 60           |
| 2009年       | 50           |
| 2010年       | 59           |
| 2011年       | 47           |
| 2012年       | 44           |
| 2013年       | 43           |
| 2014年       | 41           |
| 2015年       | 45           |

## 駅周辺
- 津久見市役所日代出張所
- 日代郵便局
- 津久見市立日代小学校（休校）
- 津久見市立日代中学校（休校）
- 国道217号
- 福良港
- 網代島
- うみたま体験パーク「つくみイルカ島」

## 隣の駅
九州旅客鉄道（JR九州）
■日豊本線
津久見駅 - 日代駅 - 浅海井駅